# Adam Nell
Adam Maximilian Nell  (* 20. Mai 1824 in Mainz; † 11. Juni 1901 in Worms) war ein deutscher Mathematiker und Kartograf.

## Leben
Adam Nell, Sohn von Alois Nell und Sabine Lennig, studierte ab 1841 Architektur und Mechanik am Polytechnikum in Karlsruhe. Während seines Studiums wurde er Mitglied der Burschenschaft Teutonia. Er ging im Jahr 1847 an die heutige TU Darmstadt, um dort sein Architekturstudium fortzusetzen. Im Herbst 1848 beendete er sein Studium und wurde danach Lehrer für Mathematik an der Realschule in Mainz.
Am 1. März 1852 beantragte Nell die Zulassung zum Doktorexamen an der Philosophischen Fakultät der Universität Heidelberg mit dem Hauptfach Astronomie und den Nebenfächern Mechanik, Physik und Mathematik. Seine vorgelegte Probeschrift lautete Vorschlag zu einer neuen Chartenprojektion. Im gleichen Jahr beantragte er die Zulassung zur Habilitation. Die inzwischen gedruckte Inauguraldissertation diente als Habilitationsschrift. Am 6. Mai hielt Nell eine Probevorlesung zum Thema Über die verschiedenen Methoden der Bestimmung der Größe und Gestalt der Erde und schloss sechs Tage später mit der Disputation seine Habilitation erfolgreich ab. Im Anschluss wurde Nell Privatdozent und behandelte astronomische und physikalische Themen.
Im Oktober 1852 wurde ihm die Verwaltung der Sternwarte Mannheim angeboten. Daraufhin hielt er Vorlesungen über Mathematik und Astronomie, um seine Rechte als Privatdozent nicht zu verlieren. Von 1872 bis 1898 war Nell ordentlicher Lehrer der Mathematik an der höheren Gewerbeschule in Darmstadt.